# Mexico (Indiana)
Mexico – jednostka osadnicza w Stanach Zjednoczonych, w stanie Indiana, w hrabstwie Miami.